# Ferdinando Moncada Aragona
Ferdinando Moncada d'Aragona Moncada, Principe di Paternò (in spagnolo Fernando de Aragón y Moncada; Madrid, 30 ottobre 1644 – Madrid, 11 novembre 1713), è stato un nobile, politico e militare italiano, al servizio del Regno di Spagna.
Fu membro della chamberga, capitano generale della cavalleria della Fiandre, gentiluomo di camera di Carlo II, consigliere di Stato, vice cancelliere del Consiglio di Aragona, tenente generale in Castilla, viceré nei regni aragonesi e di Navarra, presidente del Consiglio delle Indie e delle Fiandre, ministro della Junta de govierno fino all’arrivo di Filippo V e membro del consiglio di gabinetto del sovrano.

## Biografia
Nacque a Madrid il 30 ottobre 1644 da Luigi Guglielmo, V principe di Paternò, e dalla sua seconda moglie la nobildonna spagnola Catalina de Moncada y Castro (1611-1660) dei marchesi di Aitona. Figlio primogenito, dopo di lui nacquero Giovanni e Federico, morti rispettivamente all'età di 2 anni e all'età di 2 mesi.
Ferdinando visse la sua giovinezza tra la Sardegna, la Sicilia e Valencia, per via degli spostamenti del padre a cui la Corona spagnola assegnò l'incarico di viceré nei luoghi suddetti.  In quegli anni ebbe come precettore il frate somasco Giovanni Agostino della Lengueglia, chiamato dal Principe Luigi Guglielmo per affidargli la sua educazione e formazione, che nel 1657 fu autore dell'opera storico-encomiastica sulla famiglia Moncada, dal titolo Ritratti della prosapia et heroi Moncadi nella Sicilia.
Verso la fine degli anni sessanta del XVII secolo, divenne ufficiale dell'Esercito spagnolo, che servì con il grado capitano generale della cavalleria nelle Fiandre. Il 24 aprile 1673, dopo la morte del padre, fu investito di tutti i titoli e feudi di famiglia, che oltre a quello di V principe di Paternò comprendevano anche quelli di VIII duca di Montalto, VII duca di Bivona, di XV conte di Adernò, conte di Caltanissetta, conte di Collesano, XVI conte di Sclafani,  di barone di Melilli, di Motta Sant'Anastasia, di San Bartolomeo, e di signore di Malpasso, di Nicolosi, di Camporotondo, di Biancavilla, di Centorbi, delle Due Petralie, di Scillato e di Caltavuturo.
Gentiluomo di camera del Re Carlo II, questi lo nominò lo consigliere di Stato e della guerra nel 1691, per diventare in seguito presidente del Consiglio delle Indie nel 1693, presidente del Consiglio di Aragona nel 1695, presidente del Consiglio delle Fiandre nel 1699, e nuovamente presidente del Consiglio di Aragona nel 1700. Alla morte di Carlo II, nel 1701, fu ministro della giunta di governo reale, legata a Filippo V, che giunto al trono di Spagna l'anno seguente, lo confermò nel Consejo de Estado.
Morì a Madrid l'11 novembre 1713. Dal 1665, era sposato con la nobildonna spagnola María Teresa Fajardo y Toledo y Portugal, figlia di Ferdinando, marchese di Los Vélez - alla cui morte era succeduto nella carica di presidente del Consiglio delle Indie - da cui ebbe una sola figlia, Caterina (1666-1728), la quale fu erede universale di tutti i titoli e feudi di famiglia.
La successione in favore all'unica figlia Caterina,sposata in prime nozze con Agostino de Guzman marchese di Algaba, conte di Teba ecc. ed in seconde nozze con Giuseppe Alvarez de Toledo duca di Ferrandina che ereditò tutti i titoli ma che incontrò l'opposizione del cugino Luigi Guglielmo Moncada Branciforte, duca di San Giovanni e conte di Cammarata, nipote agnatico di suo zio Ignazio, il quale promosse una lite giudiziaria contro di lei per ottenere l'investitura del Principato di Paternò e di tutti gli altri feudi della famiglia.
La vertenza si concluse con sentenza definitiva emessa dal Tribunale della Regia Gran Corte nel 1752, che attribuì agli Alvarez de Toledo, eredi del principe Ferdinando, tutti gli Stati feudali appartenuti ai Duchi di Bivona e ai Duchi di Montalto, mentre al ramo collaterale dei Duchi di San Giovanni attribuì il Principato di Paternò - di cui nel 1747 ebbe investitura Francesco Rodrigo Moncada, figlio di Luigi Guglielmo - e quelli ad esso collegati, in ragione del fedecommesso agnatizio mascolino ordinato nel 1500 dall'antenato Giovanni Tommaso Moncada, V conte di Adernò.

## Ascendenza
|                                                                 |                                                |                                                       | Genitori                                              |  |  | Nonni |  |  | Bisnonni                                       |  |  | Trisnonni                                      |  |
|                                                                 |                                                |                                                       |                                                       |  |  |       |  |  | Francesco Moncada de Luna, principe di Paternò |  |  | Cesare Moncada Pignatelli, principe di Paternò |  |
|                                                                 |                                                |                                                       |                                                       |  |  |       |  |  | Francesco Moncada de Luna, principe di Paternò |  |  | Cesare Moncada Pignatelli, principe di Paternò |  |
|                                                                 |                                                | Aloisia de Luna Vega                                  |                                                       |  |  |       |  |  | Francesco Moncada de Luna, principe di Paternò |  |  |                                                |  |
| Antonio d'Aragona Moncada, principe di Paternò                  |                                                |                                                       |                                                       |  |  |       |  |  | Francesco Moncada de Luna, principe di Paternò |  |  |                                                |  |
|                                                                 |                                                | Maria d'Aragona La Cerda                              | Antonio d'Aragona Cardona, duca di Montalto           |  |  |       |  |  |                                                |  |  |                                                |  |
|                                                                 |                                                | Maria d'Aragona La Cerda                              | Antonio d'Aragona Cardona, duca di Montalto           |  |  |       |  |  |                                                |  |  |                                                |  |
|                                                                 |                                                | Maria d'Aragona La Cerda                              | María de la Cerda y Manuel de Portugal                |  |  |       |  |  |                                                |  |  |                                                |  |
| Luigi Guglielmo Moncada d'Aragona La Cerda, principe di Paternò |                                                | Maria d'Aragona La Cerda                              |                                                       |  |  |       |  |  |                                                |  |  |                                                |  |
|                                                                 |                                                | Juan de la Cerda y Aragón, duca di Medinaceli         | Juan Luis de la Cerda, duca di Medinaceli             |  |  |       |  |  |                                                |  |  |                                                |  |
|                                                                 |                                                | Juan de la Cerda y Aragón, duca di Medinaceli         | Juan Luis de la Cerda, duca di Medinaceli             |  |  |       |  |  |                                                |  |  |                                                |  |
|                                                                 |                                                | Juan de la Cerda y Aragón, duca di Medinaceli         | Isabella d'Aragona Cardona                            |  |  |       |  |  |                                                |  |  |                                                |  |
| Juana de la Cerda y de la Cueva                                 |                                                | Juan de la Cerda y Aragón, duca di Medinaceli         |                                                       |  |  |       |  |  |                                                |  |  |                                                |  |
|                                                                 |                                                | Ana de la Cueva y de la Lama                          | Gabriel de la Cueva y Girón, duca di Alburquerque     |  |  |       |  |  |                                                |  |  |                                                |  |
|                                                                 |                                                | Ana de la Cueva y de la Lama                          | Gabriel de la Cueva y Girón, duca di Alburquerque     |  |  |       |  |  |                                                |  |  |                                                |  |
|                                                                 |                                                | Ana de la Cueva y de la Lama                          | Juana de la Lama y de la Cueva                        |  |  |       |  |  |                                                |  |  |                                                |  |
| Ferdinando Moncada d'Aragona Moncada, principe di Paternò       |                                                | Ana de la Cueva y de la Lama                          |                                                       |  |  |       |  |  |                                                |  |  |                                                |  |
|                                                                 | Gastón de Moncada y Gralla, marchese di Aitona | Francisco de Moncada y Cardona, marchese di Aitona    |                                                       |  |  |       |  |  |                                                |  |  |                                                |  |
|                                                                 | Gastón de Moncada y Gralla, marchese di Aitona | Francisco de Moncada y Cardona, marchese di Aitona    |                                                       |  |  |       |  |  |                                                |  |  |                                                |  |
|                                                                 | Gastón de Moncada y Gralla, marchese di Aitona | Lucrecia Gralla y de Hostalric                        |                                                       |  |  |       |  |  |                                                |  |  |                                                |  |
| Francisco de Moncada y Moncada, marchese di Aitona              | Gastón de Moncada y Gralla, marchese di Aitona |                                                       |                                                       |  |  |       |  |  |                                                |  |  |                                                |  |
|                                                                 |                                                | Catalina de Moncada y Bou                             | Miguel de Moncada y Bou, signore di Villamarchante    |  |  |       |  |  |                                                |  |  |                                                |  |
|                                                                 |                                                | Catalina de Moncada y Bou                             | Miguel de Moncada y Bou, signore di Villamarchante    |  |  |       |  |  |                                                |  |  |                                                |  |
|                                                                 |                                                | Catalina de Moncada y Bou                             | Luisa Bou y Eixarc                                    |  |  |       |  |  |                                                |  |  |                                                |  |
| Caterina de Moncada y Castro                                    |                                                | Catalina de Moncada y Bou                             |                                                       |  |  |       |  |  |                                                |  |  |                                                |  |
|                                                                 |                                                | Martín de Alagón y Urriés, signore di Alfajarín y Hoz | Pedro-Martínez de Alagón y Luna                       |  |  |       |  |  |                                                |  |  |                                                |  |
|                                                                 |                                                | Martín de Alagón y Urriés, signore di Alfajarín y Hoz | Pedro-Martínez de Alagón y Luna                       |  |  |       |  |  |                                                |  |  |                                                |  |
|                                                                 |                                                | Martín de Alagón y Urriés, signore di Alfajarín y Hoz | Esperanza de Urriés y Ventimiglia                     |  |  |       |  |  |                                                |  |  |                                                |  |
| Margarita de Castro y Alagón                                    |                                                | Martín de Alagón y Urriés, signore di Alfajarín y Hoz |                                                       |  |  |       |  |  |                                                |  |  |                                                |  |
|                                                                 |                                                | Estefanía de Castro y Alagón                          | Berenguer Arnáu de Castro-Pinós Cervellón y Boixadors |  |  |       |  |  |                                                |  |  |                                                |  |
|                                                                 |                                                | Estefanía de Castro y Alagón                          | Berenguer Arnáu de Castro-Pinós Cervellón y Boixadors |  |  |       |  |  |                                                |  |  |                                                |  |
|                                                                 |                                                | Estefanía de Castro y Alagón                          | Margarita Alagón y Martínez de Luna                   |  |  |       |  |  |                                                |  |  |                                                |  |
|                                                                 |                                                | Estefanía de Castro y Alagón                          |                                                       |  |  |       |  |  |                                                |  |  |                                                |  |